# Riegrovo náměstí (Semily)
Riegrovo náměstí je veřejné prostranství v Semilech. Má tvar písmene „L“ a je rozděleno na dvě části: na park a parkoviště. Dominantou je šest metrů vysoká bronzová socha Františka Ladislava Riegra od sochaře Ladislava Šalouna.
V horní části náměstí se nachází budova městského úřadu a městské policie. Dolní část je zakončena kruhovým objezdem, který propojuje ulici Tyršovu, procházející jihozápadním cípem náměstí, s ulicí Husovou, ústící ze severního rohu náměstí. Jedná se o silnice druhé třídy II/292 a II/289.

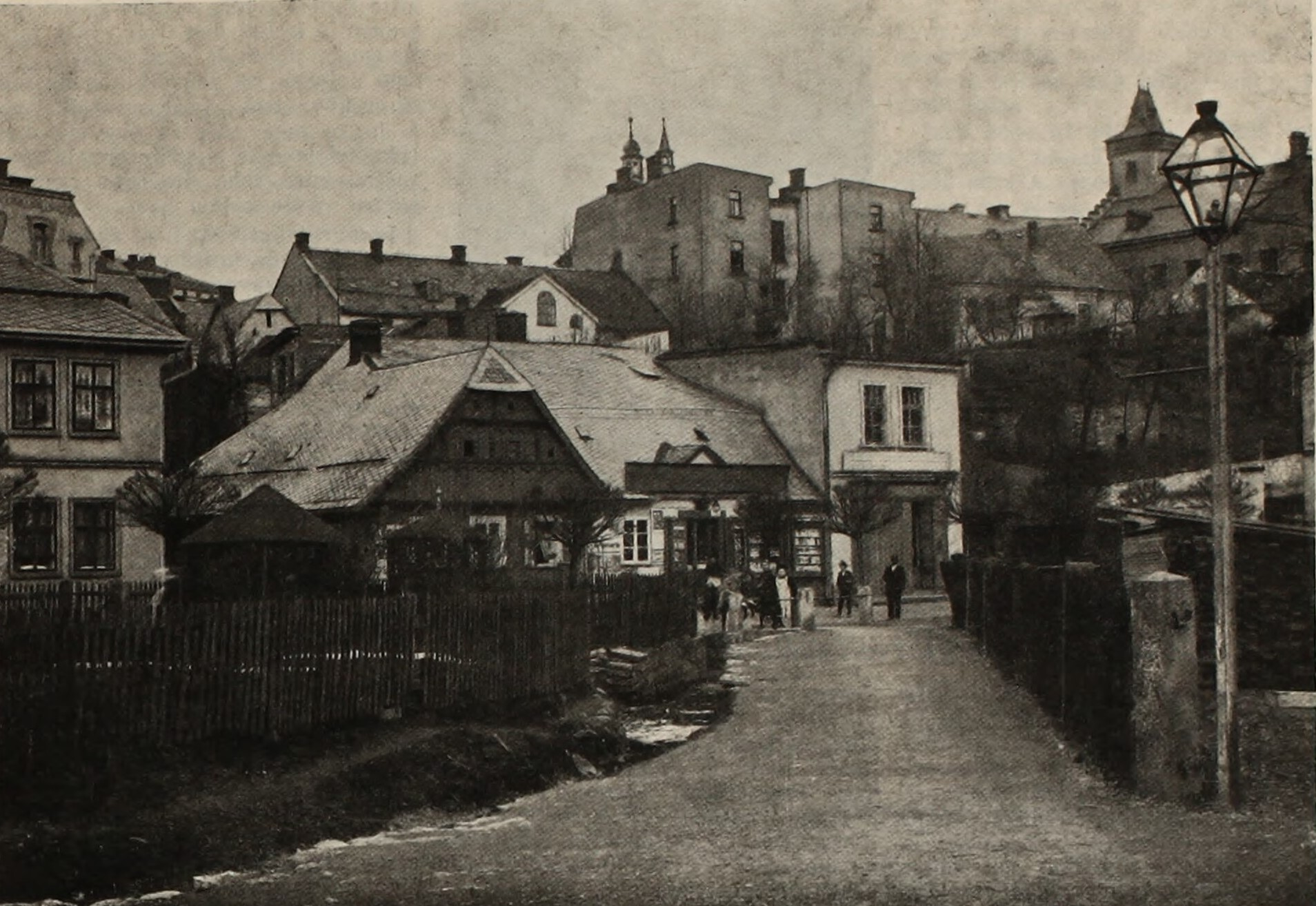
Náměstí okolo roku 1895

Náměstí dříve zvané Bělidenské, později Dolení měnilo často tvar. V polovině 20. století bylo na náměstí autobusové nádraží, později přesunuté do Podmoklic. V letech 2010 a 2011 prošlo celé prostranství výraznými změnami. Byla upravena parková část, nainstalován vodotrysk, vybudována netradiční geologická expozice v podobě zídky, která odděluje silnici od vodního prvku, u nově vydlážděného parkoviště přibyly terasovité, tzv. španělské schody.